# (161278) Cesarmendoza
(161278) Cesarmendoza est un astéroïde de la ceinture principale.

## Description
(161278) Cesarmendoza est un astéroïde de la ceinture principale. Il fut découvert le 24 mars 2003 à Mérida par Ignacio Ramón Ferrín Vázquez et Carlos Leal. Il présente une orbite caractérisée par un demi-grand axe de 2,54 UA, une excentricité de 0,14 et une inclinaison de 27,3° par rapport à l'écliptique.

## Compléments